# Громадська сила
«Громадська сила» — сучасна українська політична партія і громадська організація, лідером та ініціатором створення якої є Краснов Загід Геннадійович. Основні дії партії направлені на місто Дніпро та інші населені пункти Дніпропетровської області.

## Історія партії
У серпні 2007-го, за іншими даними — 25 вересня 2007, Краснов Загід Геннадійович став ініціатором створення організації «Громадська сила» і був обраним її лідером.
В різні часи свого розвитку «Громадська сила» була звинувачена в різних скандалах. Партія часто звітує про проведення багатьох благодійних ремонтів і заходів за власний кошт в дитсадках, на майданчиках для відпочинку, в парках, тощо. Після перевірки активістами виявляється, що частина об'єктів або не існує, або були відремонтовані за рахунок міського бюджету Дніпра.

## Участь у виборах

### Місцеві вибори 2010
Першими виборами для «Громадської сили» були місцеві вибори до Дніпропетровської обласної та міської ради 2010 року. Партія не отримала широкої підтримки й не отримала жодного мандату.

### Місцеві вибори 2015
Вибори 2015 року були вже набагато більш успішними, ніж попередні. Від партії до міської ради потрапило 7 депутатів. В загалом «Громадська сила» здобула 10.94 % голосів і посіла третє місце після партій Опозиційний блок і УКРОП. На посаду мера від партії балотувався її лідер — Краснов Загід, здобувши 12.42 %.

### Місцеві вибори 2020
2020 року Партія здобула 10,4 %, посівши четверте місце серед інших партій. На виборчих перегонах за посаду мера Загід Краснов поступився у другому турі дійсному мерові Філатову Борису.[джерело?]